# S-21: Die Todesmaschine der Roten Khmer
S-21: Die Todesmaschine der Roten Khmer (französisch S-21, la machine de mort Khmère rouge) ist ein Dokumentarfilm von Rithy Panh aus dem Jahre 2003.
Wie viele andere Filme des Dokumentarfilmers dreht sich S21: Die Todesmaschine der Roten Khmer um die Terrorherrschaft der Roten Khmer unter Pol Pot in Kambodscha. In der Dokumentation über das Foltergefängnis Tuol Sleng (S-21) in Phnom Penh werden einige der nur zwölf Überlebenden, unter anderem der Maler Vann Nath oder Chum Mey, und ihre Peiniger für eine Auseinandersetzung mit Kambodschas jüngster Geschichte am einstigen Ort des Geschehens miteinander konfrontiert.

## Auszeichnungen
Die Dokumentation wurde auf diversen Filmfestivals vorgestellt und erhielt zahlreiche Auszeichnungen, unter anderem als beste Dokumentation beim Chicago International Film Festival, den FIPRESCI-Preis beim Internationalen Leipziger Festival für Dokumentar- und Animationsfilme oder den Prix François Chalais bei den Internationalen Filmfestspielen von Cannes 2003.